# 메이플역
메이플역(Maple Station)은 캐나다 온타리오주 본에 있는 GO 트랜싯의 통근열차 노선인 배리선의 정차역이다. 1853년에 여객 철도 운행이 시작한 이 역은 온타리오주에서 가장 오래된 역 중 하나이다.

## 위치
메이플역은 메트로링스가 소유하는 뉴마켓선 18.3 마일 (29.5 km) 지점에 있으며, 북쪽으로 킹시티역이, 남쪽으로 러더퍼드역 사이에 위치해있다. 메이플역은 옛 메이플 동네 중심가에 있으며, 약 천여 대의 주차 공간으로 본 지역에 사는 주민들이 적지 않게 이용하는 역이다. 러더퍼드역은 메이플역의 혼잡을 완화하기 위해 지어진 역이기 때문에 메이플역에서 멀지 않으며, 뉴마켓선은 북쪽으로는 킹시티까지 이어진다.

## 역사
메이플역은 1853년 5월 16일에 온타리오, 심코, 휴론 철도가 토론토와 매첼스코너스 (오늘날의 오로라) 간을 운행하면서 시작되었다. 당시 역 이름은 동네에서 6km가량 떨어져있음에도 불구하고 '리치먼드힐역' (Richmond Hill Station)으로 불리었다. 여객 열차는 1853년에 배리로, 1855년에는 콜링우드로 연장되었다.
현재 역사는 1903년에 그랜드 트렁크 철도가 화재로 전소한 온타리오, 심코, 휴론 철도의 건물을 교체하고자 지어졌다. 18세기 초 영국의 건축 양식인 퀸 앤 양식의 목골조 건물로 지붕에 커다란 박공이 놓여있다. 이 역은 캐나다 문화유산 철도역 보호법에 따라 문화유산 철도역으로 지정되었고, 온타리오 문화유산법에 따라 주 문화 유산으로 지정된 메이플 문화유산보전지구의 일환이기도 하다.
2014년 1월에는 170만 달러의 예산을 들여 역사 보수 작업에 들어갔다. 이 공사는 역 정면과 내부를 수리하고 바닥을 교체하며 휠체어 승객을 위한 램프를 추가하였다. 2015년 봄에는 메이플역에 60대의 주차 공간이 추가되었다.
메트로링스는 2021년 8월에 배리선 확장 공사의 일환으로 메이플역 개선 공사도 착공하였다. 이 공사로 두 번째 선로와 승강장이 추가되고, 버스 승강장 네 개, 환승 정차구역과 자전거 거치대, 린든셔 애비뉴로 이어지는 보행자 통로가 신설된다. 이 공사는 2023년 완공을 목표로 하고 있다.

## 시설
메이플역은 직원이 상주하는 유인역으로, GO 트랜싯 매표소는 평일 오전 5시 10분부터 오전 9시 15분까지 개장하고, 나머지 시간대에는 무인으로 운영한다. 매표소에서는 프레스토 카드를 연령층에 맞춰서 설정하거나 기본 출발 및 도착역을 설정하여 하차태그를 하지 않아도 자동으로 정산할 수 있도록 할 수 있다. 이 외에도 통근열차 티켓 구매나 카드 충전은 역에 있는 자동판매기에서 할 수 있다. 프레스토 카드가 없는 경우에는 신용카드나 체크카드를 단말기에 태그해 요금을 정산할 수도 있고, 스마트폰에서 GO 트랜싯 홈페이지에 들어가 이티켓 (e-ticket)을 구매할 수도 있다.
역에는 대합실, 화장실, 와이파이, 공중전화가 있으며, 승강장에는 비와 눈을 피할 수 있는 쉼터가 있으며 겨울에는 난방도 된다. 역 건물과 승강장, 통근열차는 휠체어 승객도 이용할 수 있다. 환승 주차장에는 1,344대의 주차 공간이 있으며 48시간까지 무료로 이용할 수 있다. 메이플역을 자주 이용하는 승객들은 전용 주차 공간을 사전에 예약할 수 있고, 카풀하는 승객들을 위한 전용 주차 공간도 있다. 자전거를 타고 오는 승객들을 위한 자전거 거치대도 마련되어있다.
이 역에는 또한 GO 트랜싯과 요크 지역 교통국의 버스가 정차하는 승강장이 있다.

## 운행 계통
2023년 6월 기준 배리선 열차는 토론토 방면 평일 오전에 8회 운행하며, 반대 방향으로는 평일 오후에 앨런데일 워터프론트 방면 7대, 브래드퍼드 방면 열차가 1대 정차한다. 주말에는 토론토와 앨런데일 워터프론트 방면 열차가 6대씩 정차한다. 나머지 시간대에는 유니언역 버스 터미널에서 오로라나 이스트귈림버리역까지 버스가 운행하며, 이후 둘 중 한 역에서 배리까지 가는 버스로 갈아탈 수 있다.
배리선은 나중에 복선 전철화가 되는 대로 통근열차 운행 횟수가 늘어나게 되며, 매일 상시 운행을 목표로 두고 있다.

## 버스 연결편
메이플역에서 이용할 수 있는 버스 노선은 아래와 같다. GO 트랜싯과 요크 지역 시내버스 간 환승 시 환승 할인이 적용되며 시내버스 요금은 차감되지 않는다.

### GO 트랜싯
| 노선 | 노선            | 노선                | 종점             | 종점 | 종점                 | 경유지 | 기준일          | 비고 |
| ---- | --------------- | ------------------- | ---------------- | ---- | -------------------- | --- | --------------- | ---- |
| 63   | 킹시티 / 토론토 | King City / Toronto | 킹시티역         | →    | 유니언역 버스 터미널 | 러더퍼드역 · 유니언역 버스 터미널                                                                                         | 2023년 6월 24일 |      |
| 65E  | 뉴마켓 / 토론토 | Newmarket / Toronto | 이스트귈림버리역 | ↔    | 유니언역 버스 터미널 | - 토론토 방면: 러더퍼드역 · 유니언역 버스 터미널 - 이스트귈림버리 방면: 킹시티역 · 오로라역 · 뉴마켓역 · 이스트귈림버리역 | 2023년 6월 24일 |      |
| 65F  | 뉴마켓 / 토론토 | Newmarket / Toronto | 오로라역         | ↔    | 유니언역 버스 터미널 | - 토론토 방면: 러더퍼드역 · 유니언역 버스 터미널 - 이스트귈림버리 방면: 킹시티역 · 오로라역                               | 2023년 6월 24일 |      |

### 요크 지역 교통국
| 노선 | 노선          | 노선            | 종점                     | 종점 | 종점                | 경유지 | 비고           |
| ---- | ------------- | --------------- | ------------------------ | ---- | ------------------- | --- | -------------- |
| 4    | 메이저 매켄지 | Major Mackenzie | 본밀스 몰                | ↔    | 힐마운트 / 마크랜드 | 동쪽 메이플역 메이저 매켄지 / 더퍼린 메이저 매켄지 / 배서스트 메이저 매켄지 / 영 리치먼드힐역 메이저 매켄지 / 베이뷰 메이저 매켄지 / 레슬리 메이저 매켄지 / 우드바인 힐마운트 / 마크랜드 서쪽 메이플역 메이저 매켄지 / 킬 메이저 매켄지 / 제인 본밀스 몰                                                                | 매일 상시 운행 |
| 4A   | 메이저 매켄지 | Major Mackenzie | 메이저 매켄지 / 우드엔드 | ↔    | 힐마운트 / 마크랜드 | 동쪽 메이플역 메이저 매켄지 / 더퍼린 메이저 매켄지 / 배서스트 메이저 매켄지 / 영 리치먼드힐역 메이저 매켄지 / 베이뷰 메이저 매켄지 / 레슬리 메이저 매켄지 / 우드바인 힐마운트 / 마크랜드 서쪽 메이플역 메이저 매켄지 / 킬 메이저 매켄지 / 제인 메이저 매켄지 / 웨스턴 메이저 매켄지 / 파인밸리 메이저 매켄지 / 우드엔드 | 매일 상시 운행 |

이 외에도 평일 오전 6시부터 오전 9시까지, 또한 오후 3시 30분부터 오후 6시 30분까지 러더퍼드역과 메이플역 근처에 사는 주민들은 수요 응답형 차량을 이용할 수 있다. 수요 응답형 차량을 이용하고자 하는 승객은 모빌리티 온 리퀘스트 (Mobility On-Request) 앱을 통해 자신이 가고자 하는 주소를 입력해 차량을 예약할 수 있으며, 출발 최소 15분 전에 예약해야 한다. 요금은 일반 YRT 요금과 동일하다.

## 대중 문화
메이플역은 1981년 캐나다 드라마인 《호보》 (The Littlest Hobo) 시즌 2, 15화의 촬영지이기도 하다.

## 인접한 역
| 메트로링스 뉴마켓선             | 메트로링스 뉴마켓선 | 메트로링스 뉴마켓선  |
| ------------------------------- | ------------------- | -------------------- |
| 킹시티 앨런데일 워터프론트 방면 | GO 트랜싯 배리선    | 러더퍼드 유니언 방면 |